# Portugal aux Jeux olympiques d'hiver de 1998
Le Portugal participe, à Nagano à ses 4e Jeux olympiques d'hiver. Sa délégation, constituée de deux athlètes (un homme et une femme), couvre les épreuves de patinage de vitesse et de ski acrobatique. Le bilan est le même que pour ses autres participations, avec aucune médaille.

## Athlètes engagés

### Patinage de vitesse
Fausto Armando de Oliveira Marreiros, le seul représentant masculin de la délégation portugaise, est un patineur de vitesse. S'alignant sur le 5 000 m, il finira la compétition à la 31e place.

#### Hommes
| Discipline | Nom                                  | Course 1 | Course 1 | Course 2 | Course 2 | Total         | Total |
| Discipline | Nom                                  | Temps    | Rang     | Temps    | Rang     | Temps         | Rang  |
| ---------- | ------------------------------------ | -------- | -------- | -------- | -------- | ------------- | ----- |
| 5000 m     | Fausto Armando de Oliveira Marreiros |          |          |          |          | 7 min 01 s 87 | 31    |

### Ski acrobatique
Mafalda Mendes Pereira, porte-drapeau de sa nation, participe aux épreuves de ski acrobatique dans la catégorie Saut acrobatique. Finissant 21e des qualifications avec un score de 118,86 points, celle-ci n'est pas qualifiée pour la finale.

#### Femmes
| Nom                    | Discipline       | Qualifications | Qualifications | Finale                             | Finale                             |
| Nom                    | Discipline       | Points         | Rang           | Points                             | Rang                               |
| ---------------------- | ---------------- | -------------- | -------------- | ---------------------------------- | ---------------------------------- |
| Mafalda Mendes Pereira | Saut acrobatique | 118.86         | 21             | N'est pas qualifiée pour la finale | N'est pas qualifiée pour la finale |